# Perigea decaryi
Perigea decaryi là một loài bướm đêm trong họ Noctuidae.